# Sciobia mitratus
Sciobia mitratus är en insektsart som först beskrevs av Henri Saussure 1898.  Sciobia mitratus ingår i släktet Sciobia och familjen syrsor. Inga underarter finns listade i Catalogue of Life.